# 熱血恋愛道
熱血恋愛道（ねっけつれんあいどう）は、NTV系で1999年1月10日 - 5月2日に放送されたジャニーズJr.が出演する1話完結のテレビドラマ。

## 概要
主人公は星座と血液型の組み合わせによる個性を持つ少年。
星座の神と血液型の神によって恋愛模様が決まるとの趣向である。
星の神が人の性格を12種類に分け、そこに血液の神が4種類の性格を加えたという設定で、ストーリーは星座で決まった性格で進んでいくが、その性格のためにままならなくなった恋路を血液型で決まった性格で打開するというもの。
星座の神と血液型の神がたびたび案内人として登場する。
劇中に登場する「天子坂」という地名はフィクション。
|                        | 放送日        | 主演     | 脚本                 | 演出       |
| ---------------------- | ------------- | -------- | -------------------- | ---------- |
| case.1 射手座のO型BOY  | 1999年1月10日 | 二宮和也 | 小原信治             | 大根仁     |
| case.2 獅子座のA型BOY  | 1999年1月17日 | 松本潤   | 小原信治             | 大根仁     |
| case.3 蠍座のA型BOY    | 1999年1月24日 | 相葉雅紀 | 小原信治             | 猪俣隆一   |
| case.4 魚座のB型BOY    | 1999年1月31日 | 今井翼   | 小原信治             | 木村ひさし |
| case.5 乙女座のAB型BOY | 1999年2月7日  | 生田斗真 | 小原信治             | 永井英樹   |
| case.6 水瓶座のO型BOY  | 1999年2月14日 | 長谷川純 | 小原信治             | 猪俣隆一   |
| case.7 蟹座のO型BOY    | 1999年2月21日 | 山下智久 | 下等ひろき           | 永井英樹   |
| case.8 天秤座のB型BOY  | 1999年2月28日 | 小原裕貴 | 高橋ナツコ           | 猪俣隆一   |
| case.9 牡羊座のAB型BOY | 1999年3月7日  | 櫻井翔   | 下等ひろき           | 永井英樹   |
| case.10 山羊座のB型BOY | 1999年3月14日 | 村上信五 | 小原信治、下等ひろき | 木村ひさし |
| case.11 双子座のB型BOY | 1999年3月21日 | 松本潤   | 羽原大介             | 猪俣隆一   |
| case.12 獅子座のA型BOY | 1999年3月28日 | 今井翼   | 下等ひろき           | 若松央樹   |
| case.13 乙女座のB型BOY | 1999年4月4日  | 錦戸亮   | 羽原大介             | 大根仁     |
| case.14 牡牛座のO型BOY | 1999年4月11日 | 相葉雅紀 | 高橋萌夏             | 永井英樹   |
| case.15 魚座のA型BOY   | 1999年4月18日 | 生田斗真 | 下等ひろき           | 大根仁     |
| case.16 射手座のA型BOY | 1999年4月25日 | 村上信五 | 羽原大介             | 永井英樹   |
| case.17 牡羊座のB型BOY | 1999年5月2日  | 横山裕   | 林宏司               | 大根仁     |

## キャスト
- ブラッディー滝沢 ： 滝沢秀明（ジャニーズJr.、元タッキー&翼）

血液型の神様。
- アストロジー秋山 ： 秋山純（ジャニーズJr.）

星座の神様（case.1 - 9）
- ぴのっき〜横山 ： 横山裕（ジャニーズJr.、現関ジャニ∞）

星座の神様（case.10 - 17）

### case.1
- 近藤トシヤ ： 二宮和也（ジャニーズJr.、現嵐）

いて座（情熱的）、O型（やさしく正義感が強い）、14歳。
- 植田ユウジ ： 相葉雅紀（ジャニーズJr.、現嵐）

トシヤと一緒にナンパする。
- 野村トモコ ： 大村彩子

ナンパした少女。

### case.2
- 二階堂烈 ： 松本潤（ジャニーズJr.、現嵐）

しし座（プライドが高い）、A型（一途）、17歳。
- 鈴木延彦 ： 赤西仁（ジャニーズJr.、元KAT-TUN）

烈からWデートのセッティングを頼まれる。
- 高杉海 ： 小高早紀： 烈の片想いの相手。
- 佐藤玉恵 ： 小島亜美

海の友達。

### case.3
- 神田博司 ： 相葉雅紀（ジャニーズJr.、現嵐）

さそり座（疑い深い）、A型（純粋）、17歳。
- 律子 ： 林知花

博司の彼女。
- 中田 ： 志村仁志

律子の元彼。

### case.4
- 今川明 ： 今井翼（ジャニーズJr.、元タッキー&翼）

うお座（自己犠牲的）、B型（情熱家）。
- 君崎太陽 ： 堀越のり

明の彼女だが、アイドル。
- トオル ： 小高公博（ジャニーズJr.）
- テツ ： 坂本雅行（ジャニーズJr.）

### case.5
- 伊藤潔 ： 生田斗真（ジャニーズJr.）

おとめ座（完璧主義）、AB型（逆境にメゲない）。
- 吉川千里 ： 稲本美香

潔の片想いの相手。
- セイジ ： 田中聖（ジャニーズJr.、元KAT-TUN）

潔の友達。
- ナオヤ ： 長谷部隼（ジャニーズJr.）

潔の友達。
- エリコ ： 木村春香

千里の友達。

### case.6
- 高橋レイジ ： 長谷川純（ジャニーズJr.）

みずがめ座（常識外れ）、O型（潔い）。
- 二宮 ： 倉沢桃子
- ヨーちゃん ： 宮城俊太（ジャニーズJr.）
- ポンタ ： 中丸雄一（ジャニーズJr.、現KAT-TUN）

### case.7
- 森下浩 ： 山下智久（ジャニーズJr.、元NEWS (グループ)）

かに座（傷つきやすい）、O型（思い込んだら命懸け）、15歳。
- タカシ ： 島田直樹（ジャニーズJr.）

浩・則子の同級生。
- あゆみ ： 山田愛子

浩・則子の同級生。
- 則子 ： 愛里

浩の片想いの相手で幼なじみ。

### case.8
- 星川健司 ： 小原裕貴（ジャニーズJr.）

てんびん座（頭がきれる）、B型（正直）。
- 役名不明 ： 田中千絵

健司の彼女。
- 役名不明 ： 松坂優希

健司の先輩。

### case.9
- 武内アキラ ： 櫻井翔（ジャニーズJr.、現嵐）

おひつじ座（行動力がある）、AB型（冷静）、17歳。
- キヨシ ： 牧野紘二（ジャニーズJr.）

アキラの友達。
- 佐野幸子 ： 尾崎沙也

アキラの片想いの相手、バレンタインデーに義理チョコを渡す。

### case.10
- 長野マサキ ： 村上信五（ジャニーズJr.、現関ジャニ∞）

やぎ座（悲観的）、B型（自信家）、17歳。
- 佐和子 ： 河野由佳： マサキの片想いの相手、バスケットボール部のマネージャー。
- ノボル ： 橋田康（ジャニーズJr.）

バスケットボール部の部員。
- セイジ ： 長坂和彦（ジャニーズJr.）

バスケットボール部の部員。
- サクマ ： 志鎌啓大（ジャニーズJr.）

バスケットボール部の部員。
- ミノル ： 萩原幸人（ジャニーズJr.）

バスケットボール部の部員。
- リョウ ： 中村翔（ジャニーズJr.）

バスケットボール部の部員。

### case.11
- 福永孝介 ： 松本潤（ジャニーズJr.、現嵐）

ふたご座（好奇心が強い）、B型（ロマンチック）、17歳。
- 深川美弥 ： 千葉れみ

孝介の彼女。
- アサミ ： 高橋歩

孝介の中学時代の友達。

### case.12
- わたる ： 今井翼（ジャニーズJr.、元タッキー&翼）

しし座（プライドが高い）、A型（弱い自分をさらけ出せる）。
- 里美 ： 橘実里

わたるの彼女。
- ダイスケ ： 町田慎吾（ジャニーズJr.）

わたるの同級生。
- 役名不明 ： 高橋譲（ジャニーズJr.）

わたるの同級生。
- 役名不明 ： 黒田美樹

ダイスケの彼女。
- 智子 ： 君嶋ゆかり

### case.13
- 忠雄 ： 錦戸亮（ジャニーズJr.、元関ジャニ∞）

おとめ座（けち・理想主義）、B型（チャレンジ精神旺盛）、15歳。
- かなえ ： 前田亜季

忠雄の片想いの相手。

### case.14
- 山中太一 ： 相葉雅紀（ジャニーズJr.、現嵐）

おうし座（慎重）、O型（自信満々）、17歳。
- 川北美栄子 ： 三津谷葉子

太一の彼女。
- 川北勝 ： 榎本雄太（ジャニーズJr.）

美栄子の兄。

### case.15
- ナルキ ： 生田斗真（ジャニーズJr.）

うお座（思いやりがある）、A型（一途）、15歳。
- マサル ： 赤西仁（ジャニーズJr.、元KAT-TUN）

ナルキの友達。
- トシヤ ： 田中聖（ジャニーズJr.、元KAT-TUN）

ナルキの友達。
- カツヒコ ： 宮城俊太（ジャニーズJr.）

ナルキの友達。
- ヒトミ ： 椎葉未璃

ナルキからデートのセッティングを頼まれる。
- トモコ ： 楠本のどか

ヒトミの友達。
- ユキ ： 安藤聖

ナルキの片想いの相手。

### case.16
- ノブオ ： 村上信五（ジャニーズJr.、現関ジャニ∞）

いて座、A型。
- 役名不明 ： 伊牟田麻矢
- 役名不明 ： 上里亮太（ジャニーズJr.）

ノブオの同級生。
- 役名不明 ： 山崎哲寛（ジャニーズJr.）

ノブオの同級生。
- 役名不明 ： 高橋譲（ジャニーズJr.）

ノブオの同級生。

### case.17
- 縦山裕 ： 横山裕（ジャニーズJr.、現関ジャニ∞）

おひつじ座（エネルギッシュ）、B型（ロマンチスト）、17歳。
- マリ ： 濱松咲

東京に転校してしまった彼女。

## スタッフ
- 演出： 大根仁（case.1・2・13・15・17）、猪股隆一（case.3・6・8・11）、木村ひさし（case.4・10）、永井英樹（case.5・7・9・14・16）、若松央樹（case.12）
- 脚本： 小原信治（case.1 - 6）、下等ひろき（case.7・9・10・12・15）、高橋ナツコ（case.8）、羽原大介（case.11・13・16）、高橋萠夏（case.14）、林宏司（case.17）
- チーフプロデューサー： 重松修
- プロデューサー： 池田健司、内山雅博
- アシスタント・プロデューサー： 若松央樹

## 主題歌・挿入歌
すべて歌はジャニーズJr.。
- オープニングテーマ

「Can do! Can go!」
（原曲：V6、作詞：上野圭市、作曲：川上明彦）
- エンディングテーマ
  - case.1・11・13： 「世界は僕らを待っている」（原曲：ジャニーズJr.、作詞：戸沢暢美、作曲：飯田建彦）
  - case.2： 「ジェットコースター・ロマンス」（原曲：KinKi Kids、作詞：松本隆、作曲：山下達郎）
  - case.3・6・8： 「愛してる愛してない」（原曲：米倉利紀、作詞：松原みき、作曲：馬飼野康二）
  - case.4・7・9： 「I believe in myself」（原曲：ジャニーズJr.、作詞：大塚雄三、作曲：飯田建彦）
  - case.5： 「TIME ZONE」（原曲：男闘呼組、作詞：大津あきら、作曲：MARK DAVIS）
  - case.10： 「KEEP ON RUNNIN'」（原曲：光GENJI、作詞：津田りえこ、作曲：井上日徳）
  - case.15・17： 「Can do!Can go!」（原曲：V6、作詞：上野圭市、作曲：川上明彦）
  - case.16： 「恋はあせらず」（原曲：ジャニーズJr.、作詞：相田毅、作曲：小森田実）

## ロケ地
- case.1： ららぽーとスキードームSSAWS
- case.2： 富士急ハイランド
- case.4： ワイルドブルーヨコハマ
- case.8： 横浜・八景島シーパラダイス
- case.11： お台場
- case.13： 多摩テック
- case.17： 東京駅、池袋、サンシャインシティ

| 日本テレビ系 日曜朝11:40 - 12:00枠       | 日本テレビ系 日曜朝11:40 - 12:00枠    | 日本テレビ系 日曜朝11:40 - 12:00枠 |
| 前番組                                   | 番組名                                | 次番組                             |
| ---------------------------------------- | ------------------------------------- | ---------------------------------- |
| BOYS BE…Jr. （1998年10月4日 - 12月27日） | 熱血恋愛道 （1999年1月10日 - 5月2日） | っポイ! （1999年5月9日 - 6月27日） |